# Clignon
Der Clignon  ist ein Fluss in Frankreich. Er entspringt beim Ort Bézuet, im Gemeindegebiet von Bézu-Saint-Germain. Der Clignon entwässert Richtung Westen und mündet nach rund 30 Kilometern im Sumpfgebiet Grand Pré, östlich von Neufchelles als linker Nebenfluss in den Ourcq.
Auf seinem Weg durchquert er die Départements Aisne, Seine-et-Marne und mündet knapp nach Überschreitung der Grenze im Département Oise in den Ourcq.
Im Mündungsabschnitt, bei Montigny-l’Allier, wird Wasser des Flusses in den Canal du Clignon abgeleitet und zur Wasserversorgung des Canal de l’Ourcq verwendet. Der Canal du Clignon ist nur für kleine Boote befahrbar.

## Orte am Fluss
- Épaux-Bézu
- Monthiers
- Licy-Clignon
- Gandelu
- Brumetz
- Montigny-l’Allier